# Верхняя Македония

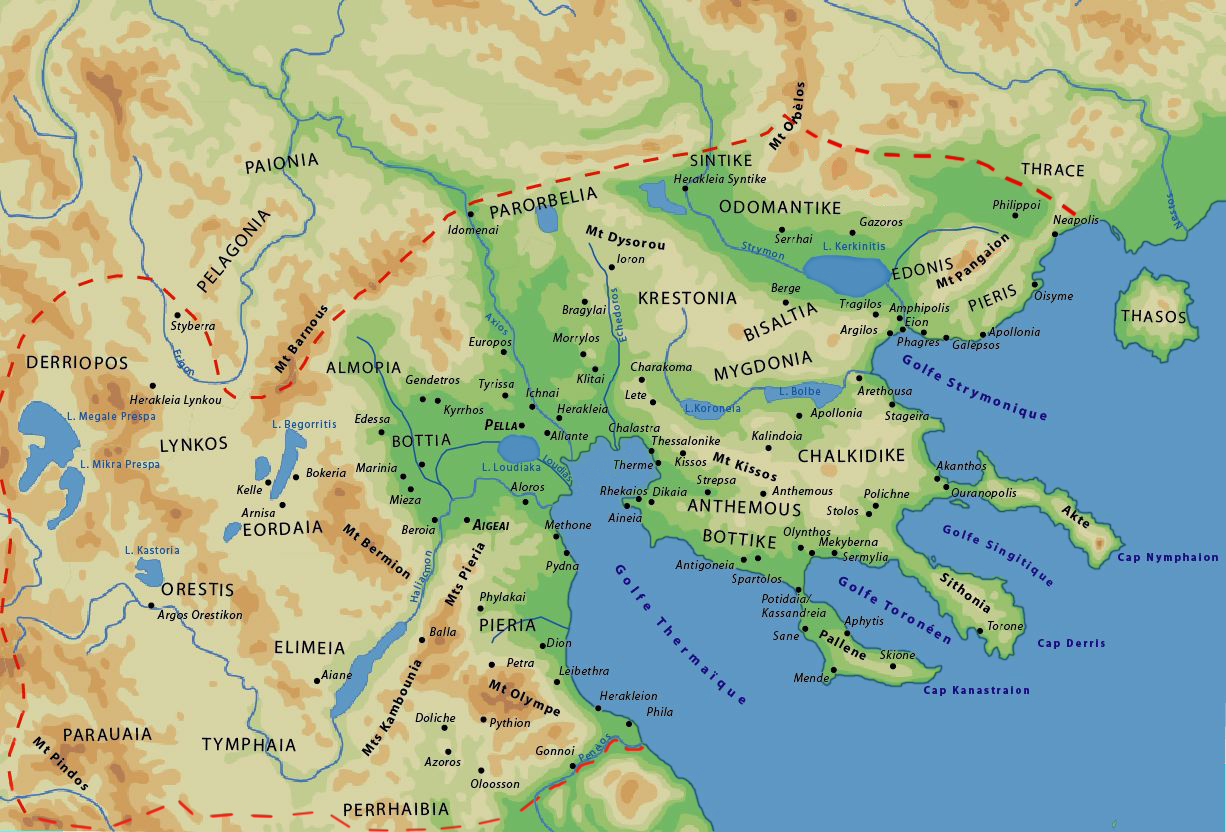
Македонское царство

Верхняя Македония (др.-греч. Άνω Μακεδονία), или Македония верхнего Алиакмона (др.-греч. άνω Αλιάκμων Μακεδονίαν), — исторический регион, включавший в себя западные области македонского царства
Термин верхняя, в данном случае, означает горная, в силу рельефа региона, также как верхнего Алиакмона , различает его от нижнего течения реки Алиакмонас, которая протекает по западной и центральной Македонии. Термин впервые упоминается Геродотом при описании вторжения Ксеркса в Фессалию и скитания основателя царского дома Македонии и династии Тименидов Пердикки (Περδίκκας Α' της Μακεδονίας).
Позже термин употребляет Фукидид, описывая упразднение полуавтономии царств.

## География
С точки зрения современной политической географии, Верхняя Македония располагалась почти полностью в греческом регионе Западная Македония, захватывая лишь юго-западный угол территории Республики Северная Македония и Албании к северу, а также к югу горные области Фессалии.
В Верхней Македонии располагались западные епархии македонского царства. Число епархий и их границы отличаются у разных историков и географов той эпохи и поздней античности. Самые известные епархии: Эордея (Εορδαία), Элимея (Ελιμία), Линкестида (Λυγκηστίδα), Орестида (Ορεστίδα). Пелагония, к северу от этих 4-х епархий, иногда отождествляется с Линкестидой и иногда упоминается как отдельная провинция в римский период. Некоторые историки и географы включают в Верхнюю Македонию Тимфею (Τυμφαία) нынешней области Гревена и Девриопос (Δευρίοπος), а также часть Пеонии.
Тит Ливий включает в Верхнюю Македонию и некоторые области исторически принадлежащие древнему Эпиру: Атинтания (Ατιντανία), и Дассаритида (Δασσαρήτιδα).
Географические границы Верхней Македонии, в пределах известных 4-х епархий, приводит
Страбон. Страбон называет южной границей Нижней Македонии реку Пеней и реку Алиакмон как южную границу Верхней Македонии.

## История
Расселение дорийского племени македонян в Верхней Македонии относится ко второму тысячелетию до н. э.
Самыми значительными городами Верхней Македонии в период расцвета региона, в 4—2 веках до н. э. были Эани (Αιανή) и Гераклея Линкестис (греч. Ηράκλεια Λυγκηστίς). В Верхней Македонии, в отличие от Нижней, не было значительных городов, но при этом её царства упоминаются как автономные с эпохи Александра I до начала царствования Филиппа.

## Основные полуавтономные царства и города Верхней Македонии
Эордея (Εορδαία)
- Эордея (город)
- Арнисса (Άρνισσα)
- Грея (Γραία)
- Грийя (Γρηία)
- Келли или Келлес (Κέλλη ή Κέλλες)
- Кранна (Κράννα)
- Вокерия (Βοκεριά)

Орестида ( Ορεστίδα)
- Аргос Орестикон (Άργος Ορεστικόν)[7]
- Келетрон (Κέλετρον) — нынешняя Кастория[8]
- Ватинна (Βάτυννα)[9]
- Крепени (Κρεπενή)[10]
- Несторио (Νεστόριο)[11]

Элимея (Ελιμεία)'
- Эани (Αιανή)
- Элимия (Ελιμεία)
- Эратира (Εράτυρα)
- Овлостии (Οβλόστιοι)

Линкестида (Λυγκηστίδα — Пелагония при римлянах)
- Гераклея Линкестис (Ηράκλεια Λιγκηστίς) — у нынешнего города Битола
- приозёрный (Охридское озеро) Лихнидос (Λύχνιδος)

## Некоторые из царей, происходивших из Верхней Македонии
Династия Аргеадов или Тименидов  (Δυναστεία των Αργεαδών ή Τημενιδών)
- Пердикка (диадох) (Περδίκκας ο Διάδοχος)
- Аргей (Αργαίος Α')
- Алкет I Македонский (Αλκέτας Α')
- Аминта I (Αμύντας Α')

Династия Антигонидов (Δυναστεία των Αντιγονιδών)
- Антигон I Одноглазый (Αντίγονος ο Μονόφθαλμος)
- Антигон II Гонат (Αντίγονος Β' Γονατάς)
- Антигон III Досон (Αντίγονος Γ΄ Δώσων)
- Персей Македонский (Περσέας της Μακεδονίας)

Династия Птолемеев (Δυναστεία των Πτολεμαίων)
- Птолемей I Сотер (Πτολεμαίος ο Σωτήρ)